# Christian Camargo
Christian Minnick (Nueva York, 7 de julio de 1971), conocido artísticamente como Christian Camargo, es un actor, productor, guionista y director cinematográfico estadounidense. Es más conocido por su papel de Brian Moser en el drama de Showtime Dexter y su interpretación de Eleazar en La Saga Crepúsculo: Amanecer - Parte 1 y 2.

## Primeros años y estudios
Nació en Nueva York, es hijo de la actriz de serial televisivo Victoria Wyndham y nieto del actor Ralph Camargo. Se graduó en la universidad de Hobart 1992. Fue director del programa de WEOS, estación de radio pública de la universidad.
Es un graduado de la Escuela Juilliard de Arte Dramático (Grupo 25: 1992-1996). Luego pasó a desempeñarse en la producción de Broadway en 1996, Skylight, de David Hare, con Michael Gambon (Theater World Award). A partir de ahí, fue a Inglaterra para unirse a la compañía inaugural del Teatro Globe de Shakespeare en el South Bank.

## Filmografía
- The Guiding Light (1998)
- Story of a Bad Boy (1999)
- Harlem Aria (1999)
- Plunkett & Macleane (1999)
- Picture This (1999)
- Double Bang (2001)
- Lip Service (2001)
- For the people (2002)
- Presidio Med (2002)
- K-19: The Widowmaker (2002)
- CSI (2003)
- Without a Trace (2003)
- Boomtown (2003)
- Karen Sisco (2004)
- Wanted (2005)
- Ghost Whisperer (2005)
- Welcome to California (2005)
- Henry May Long (2006)
- The Picture of Dorian Gray (2007)
- The Cry (2006)
- Find Love (2006)
- Dexter (2006–2007, 2011)
- National Treasure: Book of Secrets (2007)
- The Hurt Locker (2009)
- Happy Tears (2009)
- Medium (2011)
- The Mentalist (2011)
- The Twilight Saga: Breaking Dawn - Part 1 (2011)
- The Twilight Saga: Breaking Dawn - Part 2 (2012)
- Penny Dreadful (2016)
- See (2019)